# Coltura protetta
Le colture protette sono quelle forme di coltivazione che fanno ricorso a mezzi che proteggono le colture da fattori climatici avversi e che potrebbero pregiudicare il ciclo produttivo. Sono utilizzate principalmente nel settore orticolo, floricolo, vivaistico e, in misura molto ridotta, frutticolo. 

## Caratteristiche
Le colture protette sono utilizzate principalmente per la coltivazione di specie in ambienti diversi da quello di origine, per l'anticipo o il ritardo della produzione (semi-forzatura) o per la produzione di ortaggi fuori stagione (forzatura). 
A seconda dell'obiettivo, vengono utilizzate tecniche di protezione a diversi livelli di complessità, le forme di protezione più complesse (grandi serre climatizzate) sono utilizzate nei settori più remunerativi come il vivaismo ornamentale e la floricoltura. 
Oltre alla protezione delle colture dalle avversità climatiche, possono essere considerati i seguenti vantaggi: 
- maggiori opportunità di mercato per il prodotto;
- miglior controllo dei parametri climatici e possibilità di programmare la produzione;
- rese più elevate;
- standard di qualità più elevati (prodotti più puliti e più belli esteticamente);
- uso più efficiente dell'acqua;
- utilizzo di tecniche più moderne (per esesempio concimazione carbonica, automazione e colture fuori suolo).

Tra gli svantaggi delle colture protette si possono citare: 
- elevati costi di impianto e rischi di impresa;
- frequente utilizzo di monocoltura e conseguenti rischi dovuti a infestazioni di patogeni e stanchezza del terreno;
- accumulo di fertilizzanti e conseguente aumento della salinità nel suolo (terreno non interessato da precipitazioni naturali che dilavano fertilizzanti e fitofarmaci);
- maggior impatto ambientale (elevato utilizzo di plastica e consumi energetici per la climatizzazione).

## Classificazione

### Mezzi di difesa
Tra i mezzi di difesa rientrano la pacciamatura (mezzo di difesa della parte ipogea delle piante), i frangivento e le reti antibrina e antigrandine.

### Mezzi di semi-forzatura
Possono essere mezzi di semi-forzatura le campane o cappucci (protezione per piante singole), tunnel e agrotessili (non praticabili da mezzi agricoli e personale), tettoie, serre stagionali e serre tunnel (praticabili da mezzi e personale).

### Mezzi di forzatura
I mezzi di forzatura (o serre) si dividono, a seconda della complessità tecnologica, in: 
- Serre a struttura semplice: in cui la climatizzazione è nulla, o di soccorso, hanno un costo basso e sono adatte per la coltivazione di piante in ambienti adatti alla loro crescita;
- Serre a struttura complessa: che presentano una climatizzazione molto spinta e un costo di costruzione elevato.

## Impatto ambientale colture protette
Le colture protette sono un agroecosistema, il loro impatto può essere valutato analizzando gli input e gli output:
- input: risorse naturali (acqua, suolo) e antropiche (semi/bulbi, energia, fertilizzanti, fitofarmaci, materiali da copertura e manodopera):
- output: produzione agricola e rifiuti (solidi, gassosi e runoff).

L'impatto ambientale delle colture protette è legato principalmente allo smaltimento dei rifiuti, alle emissioni di CO2, al deturpamento del paesaggio e al frequente ricorso alla monocoltura.
Esempi di pratiche che possono limitare l'impatto ambientale:
- riciclo della plastica di copertura, impiego di materiali biodegradabili, impiego di plastiche a lunga durata o di vetro;
- utilizzo di cultivar resistenti al freddo (minori interventi di climatizzazione) e ai patogeni
- utilizzo di fonti di energia alternative per la climatizzazione;
- utilizzo delle rotazioni colturali
- utilizzo di metodi di lotta biologica.